# Samu Castillejo
Samuel Castillejo Azuaga, conosciuto come Samu Castillejo (Malaga, 18 gennaio 1995), è un calciatore spagnolo, centrocampista o attaccante del Johor Darul Ta'zim.

## Caratteristiche tecniche
Noto come el Fideo ("lo spaghetto") per via della corporatura esile, è un'ala destra rapida, che può giocare anche a sinistra nello stesso ruolo. Giocatore di buone doti tecniche, fa della velocità e degli ottimi tempi di inserimento le sue armi migliori.

## Carriera

### Club

#### Gli inizi, Malaga
Cresciuto nelle giovanili del Malaga, esordisce nella Primera División il 29 agosto 2014, subentrando al 57' al posto di Juanmi nella sfida persa 3-0 contro il Valencia. Nonostante il reparto avanzato del Málaga possa vantare attaccanti come Roque Santa Cruz, Juanmi e Nordin Amrabat, Castillejo si guadagna la fiducia del tecnico Javi Gracia, che l'aveva già testato con successo nelle amichevoli precampionato. Durante la prima parte di stagione Castillejo viene schierato molto frequentemente, non segnando alcun gol ma riuscendo a servire due assist.

#### Villarreal
Il 18 giugno 2015 viene acquistato, insieme al connazionale Samuel García Sánchez, dal Villarreal. Durante i tre anni passati al Villarreal realizza 11 reti, scendendo in campo in 127 occasioni e partendo spesso nella formazione base.

#### Milan
Il 17 agosto 2018 si trasferisce a titolo definitivo al Milan, in prestito oneroso a 3 milioni di euro con obbligo di riscatto a 15 milioni di euro. Debutta in Serie A il 31 agosto, in occasione della vittoria per 2-1 contro la Roma. Il 30 settembre segna il suo primo gol in maglia milanista, nella gara vinta per 4-1 sul campo del Sassuolo. Termina la prima stagione al Milan con 40 presenze stagionali e 4 gol in campionato.
Nella stagione successiva viene utilizzato di meno, soffrendo la concorrenza nel suo ruolo di Saelemaekers, arrivato a metà stagione. Il 15 gennaio 2020 realizza il suo primo gol in Coppa Italia, nella partita vinta contro la SPAL (3-0) a San Siro. Chiude la stagione con 22 presenze e 2 gol in campionato.
Il 9 marzo 2021, nella gara di andata degli ottavi di finale di Europa League contro il Manchester United all'Old Trafford, raggiunge le cento presenze in rossonero.
Nella stagione 2021-2022 viene relegato ai margini della rosa, visto anche l'arrivo di Messias, ed escluso dalla lista dei giocatori utilizzabili in UEFA Champions League. A fine stagione totalizza solo 5 presenze, ma può fregiarsi della conquista del campionato.

#### Valencia e prestito al Sassuolo
Il 12 luglio 2022 passa a titolo definitivo al Valencia, facendo così ritorno in Liga.
Il 1º settembre 2023 viene ceduto in prestito al Sassuolo. Con i neroverdi raccoglie 19 presenze complessive e non riesce ad evitare la retrocessione in Serie B, così fa ritorno in Spagna.
Il 30 agosto 2024, nell'ultimo giorno di calciomercato, risolve il contratto con la squadra valenciana. 

## Statistiche

### Presenze e reti nei club
Statistiche aggiornate al 1º luglio 2025.
| Stagione          | Squadra            | Campionato        | Campionato | Campionato | Coppe nazionali | Coppe nazionali | Coppe nazionali | Coppe continentali | Coppe continentali | Coppe continentali | Altre coppe | Altre coppe | Altre coppe | Totale | Totale |
| Stagione          | Squadra            | Comp              | Pres       | Reti       | Comp            | Pres            | Reti            | Comp               | Pres               | Reti               | Comp        | Pres        | Reti        | Pres   | Reti   |
| ----------------- | ------------------ | ----------------- | ---------- | ---------- | --------------- | --------------- | --------------- | ------------------ | ------------------ | ------------------ | ----------- | ----------- | ----------- | ------ | ------ |
| 2014-2015         | Málaga             | PD                | 34         | 1          | CR              | 5               | 0               | -                  | -                  | -                  | -           | -           | -           | 39     | 1      |
| 2015-2016         | Villarreal         | PD                | 28         | 1          | CR              | 4               | 0               | UEL                | 13                 | 1                  | -           | -           | -           | 45     | 2      |
| 2016-2017         | Villarreal         | PD                | 33         | 2          | CR              | 3               | 1               | UCL+UEL            | 2+6                | 0                  | -           | -           | -           | 44     | 3      |
| 2017-2018         | Villarreal         | PD                | 30         | 6          | CR              | 3               | 0               | UEL                | 5                  | 0                  | -           | -           | -           | 38     | 6      |
| Totale Villarreal | Totale Villarreal  | Totale Villarreal | 91         | 9          |                 | 10              | 1               |                    | 26                 | 1                  |             | -           | -           | 127    | 11     |
| 2018-2019         | Milan              | A                 | 31         | 4          | CI              | 4               | 0               | UEL                | 4                  | 0                  | SI          | 1           | 0           | 40     | 4      |
| 2019-2020         | Milan              | A                 | 22         | 2          | CI              | 3               | 1               | -                  | -                  | -                  | -           | -           | -           | 25     | 3      |
| 2020-2021         | Milan              | A                 | 28         | 1          | CI              | 2               | 0               | UEL                | 13                 | 2                  | -           | -           | -           | 43     | 3      |
| 2021-2022         | Milan              | A                 | 5          | 0          | CI              | 0               | 0               | UCL                | -                  | -                  | -           | -           | -           | 5      | 0      |
| Totale Milan      | Totale Milan       | Totale Milan      | 86         | 7          |                 | 9               | 1               |                    | 17                 | 2                  |             | 1           | 0           | 113    | 10     |
| 2022-2023         | Valencia           | PD                | 25         | 4          | CR              | 1               | 0               | -                  | -                  | -                  | -           | -           | -           | 26     | 4      |
| 2023-2024         | Sassuolo           | A                 | 17         | 0          | CI              | 2               | 0               | -                  | -                  | -                  | -           | -           | -           | 19     | 0      |
| mar.-lug. 2025    | Johor Darul Ta'zim | LS                | 0          | 0          | CM              | 0               | 0               | ACL2               | 2                  | 0                  | -           | -           | -           | 2      | 0      |
| Totale carriera   | Totale carriera    | Totale carriera   | 253        | 21         |                 | 27              | 2               |                    | 45                 | 3                  |             | 1           | 0           | 326    | 26     |

### Cronologia presenze e reti in nazionale
| Cronologia completa delle presenze e delle reti in nazionale ― Spagna under 21 | Cronologia completa delle presenze e delle reti in nazionale ― Spagna under 21 | Cronologia completa delle presenze e delle reti in nazionale ― Spagna under 21 | Cronologia completa delle presenze e delle reti in nazionale ― Spagna under 21 | Cronologia completa delle presenze e delle reti in nazionale ― Spagna under 21 | Cronologia completa delle presenze e delle reti in nazionale ― Spagna under 21 | Cronologia completa delle presenze e delle reti in nazionale ― Spagna under 21 | Cronologia completa delle presenze e delle reti in nazionale ― Spagna under 21 |
| Data                                                                           | Città                                                                          | In casa                                                                        | Risultato                                                                      | Ospiti                                                                         | Competizione                                                                   | Reti                                                                           | Note                                                                           |
| ------------------------------------------------------------------------------ | ------------------------------------------------------------------------------ | ------------------------------------------------------------------------------ | ------------------------------------------------------------------------------ | ------------------------------------------------------------------------------ | ------------------------------------------------------------------------------ | ------------------------------------------------------------------------------ | ------------------------------------------------------------------------------ |
| 26-3-2015                                                                      | Cartagena                                                                      | Spagna under 21                                                                | 2 – 0                                                                          | Norvegia under 21                                                              | Amichevole                                                                     | -                                                                              | 63’                                                                            |
| 30-3-2015                                                                      | León                                                                           | Spagna under 21                                                                | 4 – 0                                                                          | Bielorussia under 21                                                           | Amichevole                                                                     | -                                                                              | 68’                                                                            |
| 2-9-2015                                                                       | Tallinn                                                                        | Estonia under 21                                                               | 0 – 2                                                                          | Spagna under 21                                                                | Qual. Europeo Under-21 2017                                                    | -                                                                              | 61’                                                                            |
| 7-10-2015                                                                      | Tbilisi                                                                        | Georgia under 21                                                               | 2 – 5                                                                          | Spagna under 21                                                                | Qual. Europeo Under-21 2017                                                    | -                                                                              | 61’                                                                            |
| Totale                                                                         |                                                                                | Presenze                                                                       | 4                                                                              |                                                                                | Reti                                                                           | 0                                                                              |                                                                                |

## Palmarès
- Campionato italiano: 1

Milan: 2021-2022
- Liga Super: 1

Johor Darul Ta'zim: 2024-2025
- Coppa della Malaysia: 1

Johor Darul Ta'zim: 2024-2025